# Buthier
Cet article possède un paronyme, voir Buthiers.
Le Buthier est une rivière italienne, affluent de la Doire Baltée, et descend du Valpelline.
Il est considéré comme la seconde rivière valdôtaine après la Doire Baltée, tous les autres cours d'eau de la région étant considérés comme des torrents.
La Doire et le Buthier sont représentés par deux statues dans deux fontaines sur la place Émile Chanoux à Aoste.

## Étymologie
Le nom de cette rivière est sans doute d'origine celtique, d'un mot signifiant cours d'eau, la Vallée d'Aoste ayant été peuplée par une population celto-ligure, les Salasses, avant la conquête romaine.

## Géographie
Il naît du Glacier du Tsa de Tsan, dans le haut val de Bionaz, à 2 700 mètres, dont le débit initial est tout de suite intégré par un cours d'eau sortant du glacier des Grandes Murailles (3 000 mètres). Le Buthier est ensuite bloqué par le barrage de Place-Moulin, pour reprendre son cours jusqu'à Aoste.
Ses principaux affluents de gauche sont :
- le ru Verdonaz
- le torrent Vessonaz

Ses principaux affluents de droite sont :
- le Buthier d'Ollomont
- le torrent Artanavaz (de la Vallée du Grand-Saint-Bernard)

## Galerie de photos

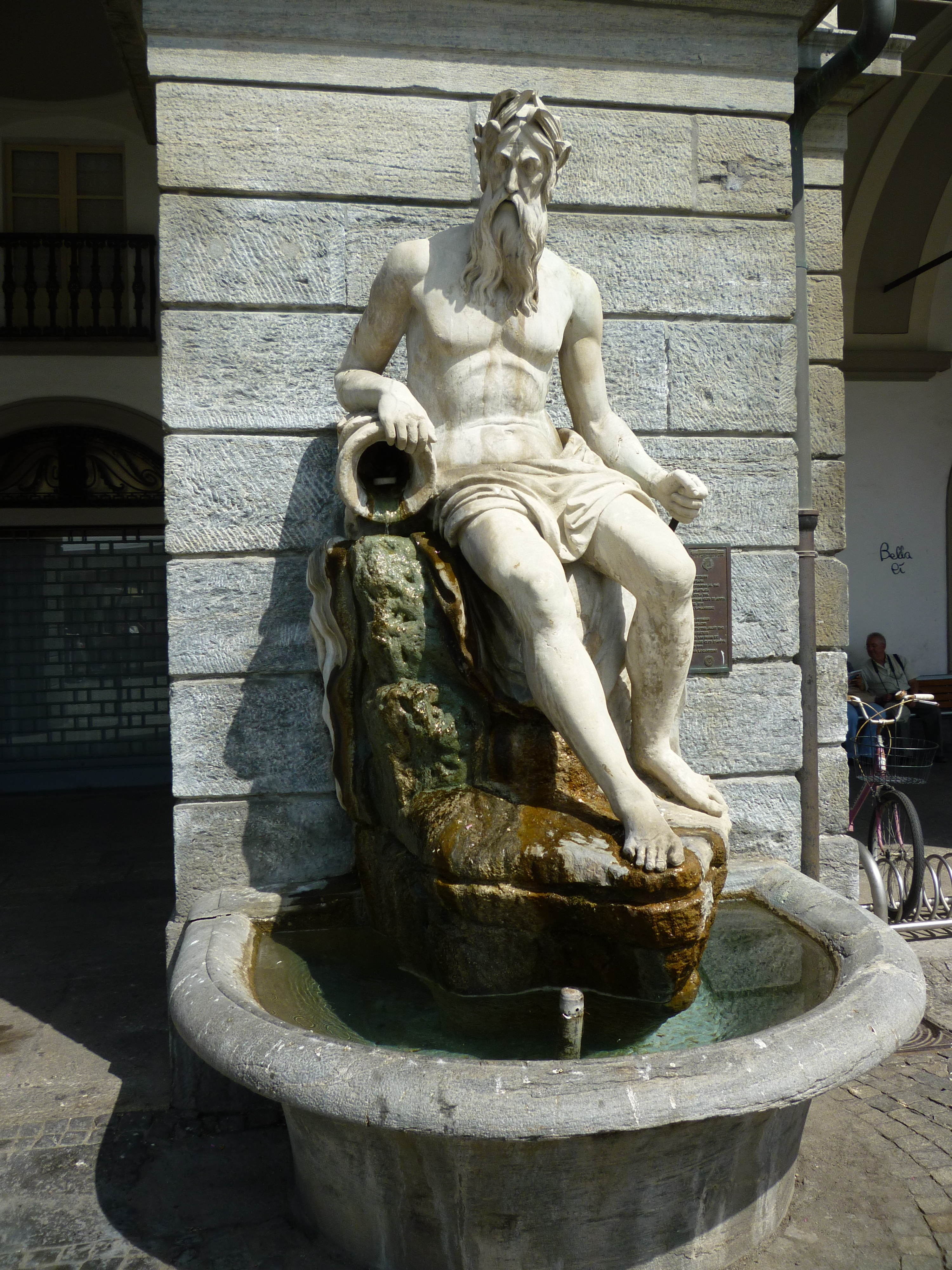
La fontaine du Buthier, place Émile Chanoux, à Aoste
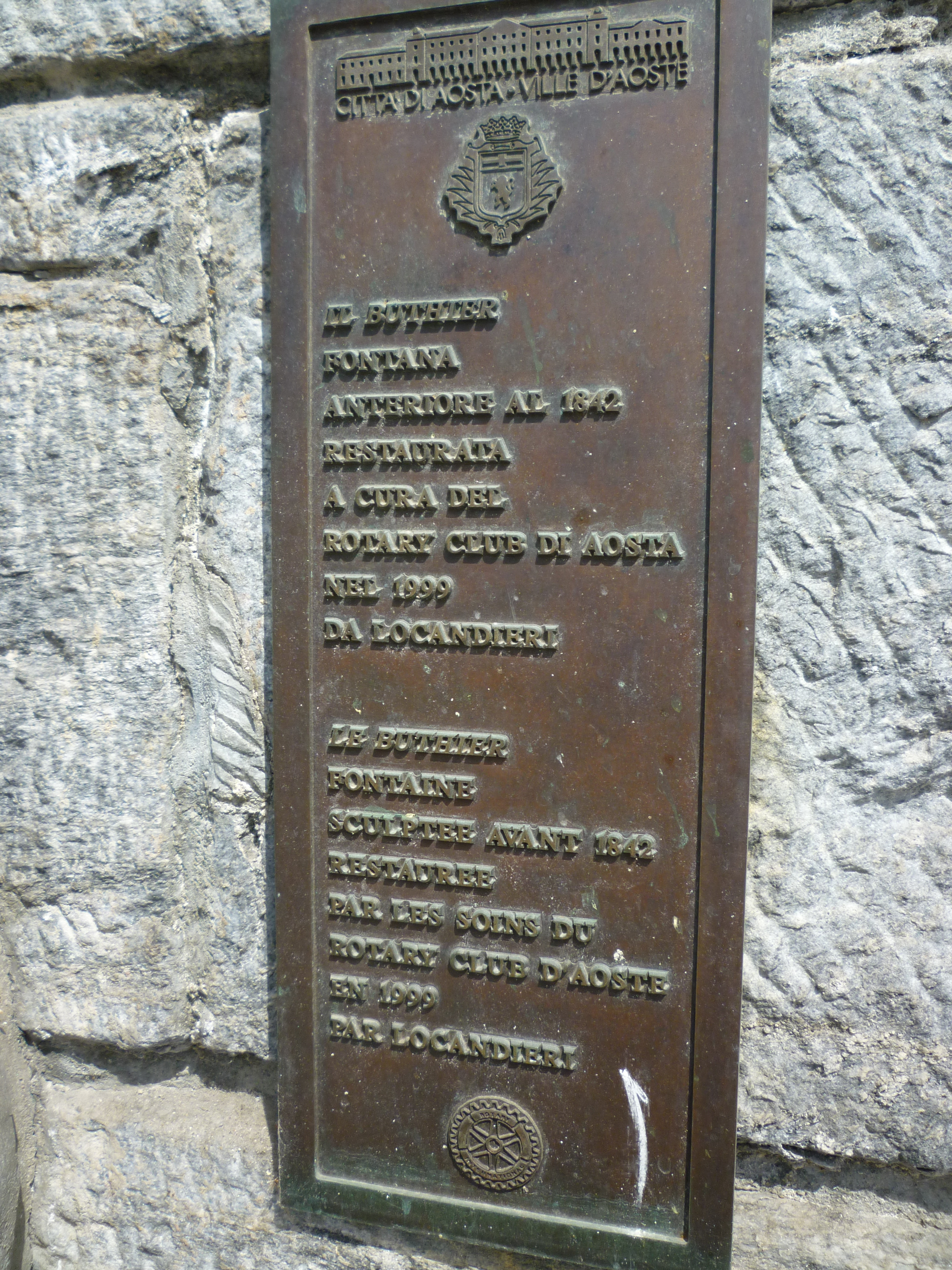
La plaque près de la fontaine, place Émile Chanoux
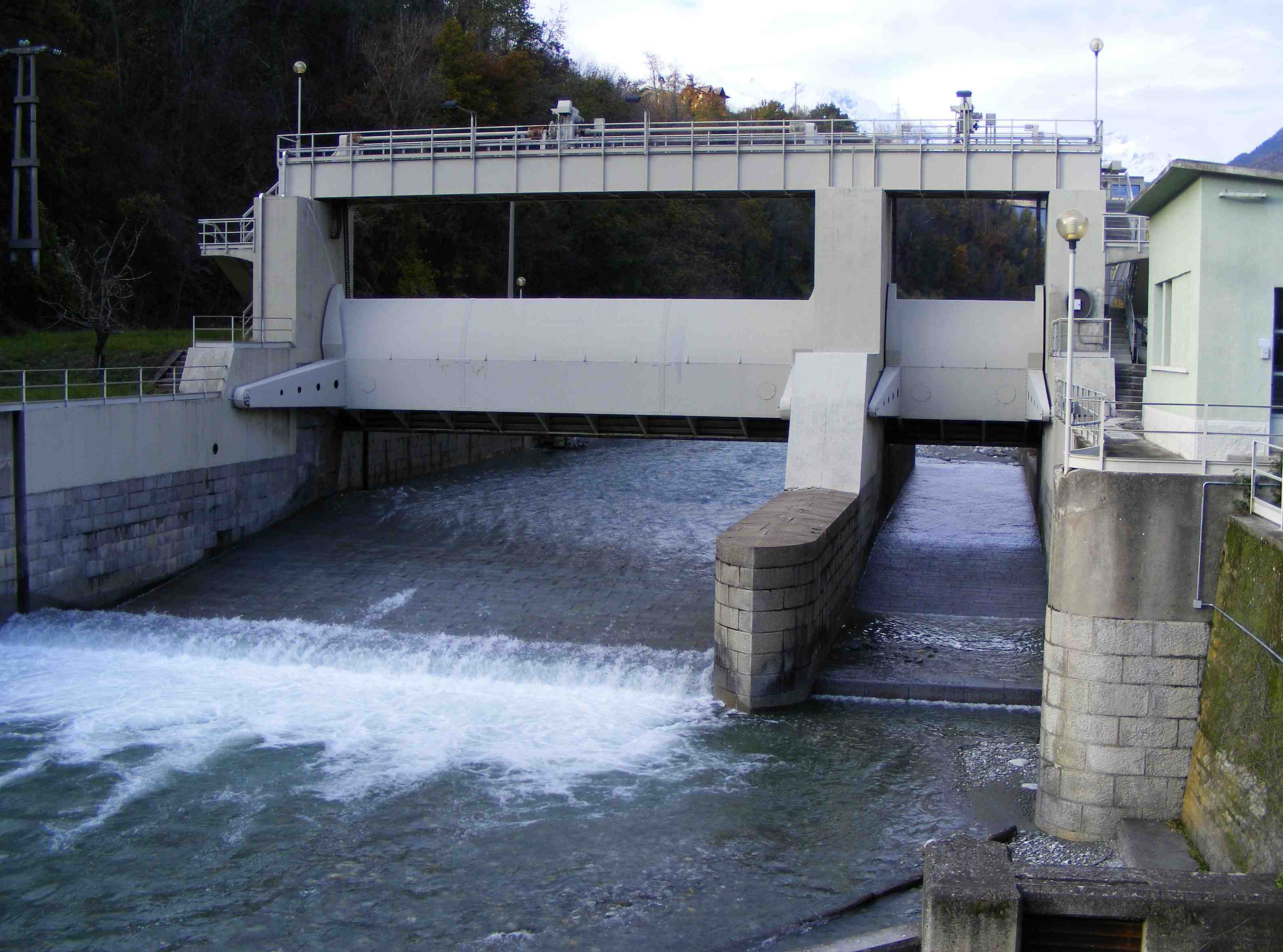
Le barrage de Saumont, près du parc du même nom.